# Барабашка
Бараба́шка — персонаж сучасного фольклору пострадянського простору, аналог полтергейста, невидима істота, що проживає в міських помешканнях і спричиняє шум.

## Образ і заняття
Барабашка існує виключно в людських житлах: квартирах, гуртожитках тощо. Він невидимий і видає дратівливі звуки: стукіт, шкряботіння, скрип. Духи, подібні до барабашки, часто уявляються ворожими до людини: б'ють її, щипають, розкидають і рвуть речі, кидають в людину каміння, викликають потоки води тощо. Досить часто барабашка ототожнюється з домовиком.

## Історія появи
Істота була описана в газеті «Труд» від 5 жовтня 1988 в статті про духа, названого барабашкою. Описувалось, що дух завівся в одному з московських гуртожитків і проявляв він себе стуком. Дівчата, які проживали в гуртожитку, начебто налагодили контакт з ним, домовившись, що один стук означає «так», два стуки — «ні». Вихід статті збігся зі 100-річчям першої публікації в пресі статті про полтергейста, що відбулася в США 21 жовтня 1888 року.
У публікації тієї ж газети від 19 жовтня 1989 говорилося, що ці дівчата зникли з гуртожитку. Пізніше вони з'явилися в одному з селищ в Казахстані, де барабашка начебто супроводжував їх. Інтерв'ю з ними показали в новорічному випуску передачі «Очевидне — неймовірне» 1989 року. Поряд з журналістами, інтерв'ю вели наукові співробітники Відділу теоретичних проблем Академії наук СРСР. В інтерв'ю «брав участь» і невидимий барабашка, відповідаючи стуками на питання. Пізніше з'явилося повідомлення про те, що дівчата були змушені виїхати із селища, оскільки зажили недоброї слави чаклунок. Ім'я ж барабашки закріпилося за феноменом стуків невідомого походження.

## Барабашка в масовій культурі
Віра в барабашку пов'язується з загальним відродженням міфологічного мислення, що в Радянському Союзі почалося з 1980-х років. Його підставою стала нездатність як науки з одного боку, так і релігії з іншого задовільняти потребу людей в поясненні світу. Тож поєднання науки (в конкретному випадку передачі «Очевидне — неймовірне») з міфологічними образами язичництва виглядало задовільним і загалом було типовим для того часу.
В українській літературі барабашка згадується в книзі Олексія Кононенка «Барабашка та всі інші. Про духів добрих і не дуже», детективі Всеволода Нестайка «„Барабашка“ ховається під землею».

## Інше
На честь цієї фольклорної істоти названо рід лускокрилих комах Barabashka, родини Limacodidae, що мешкає на південному сході Азії.